# پرفورمیک اسید
اسید پرفورمیک (به انگلیسی: Performic acid) یک ترکیب شیمیایی با شناسه پاب‌کم ۶۶۰۵۱ است. شکل ظاهری این ترکیب، مایع بی‌رنگ است.